# Yelo
Yelo – gmina w Hiszpanii, w prowincji Soria, w Kastylii i León, o powierzchni 24,95 km². W 2011 roku gmina liczyła 48 mieszkańców.